# Erszényesnyestformák

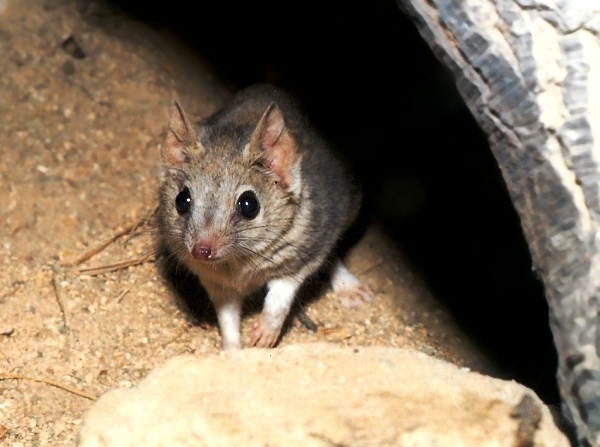
Kovari (Dasyuroides byrnei)

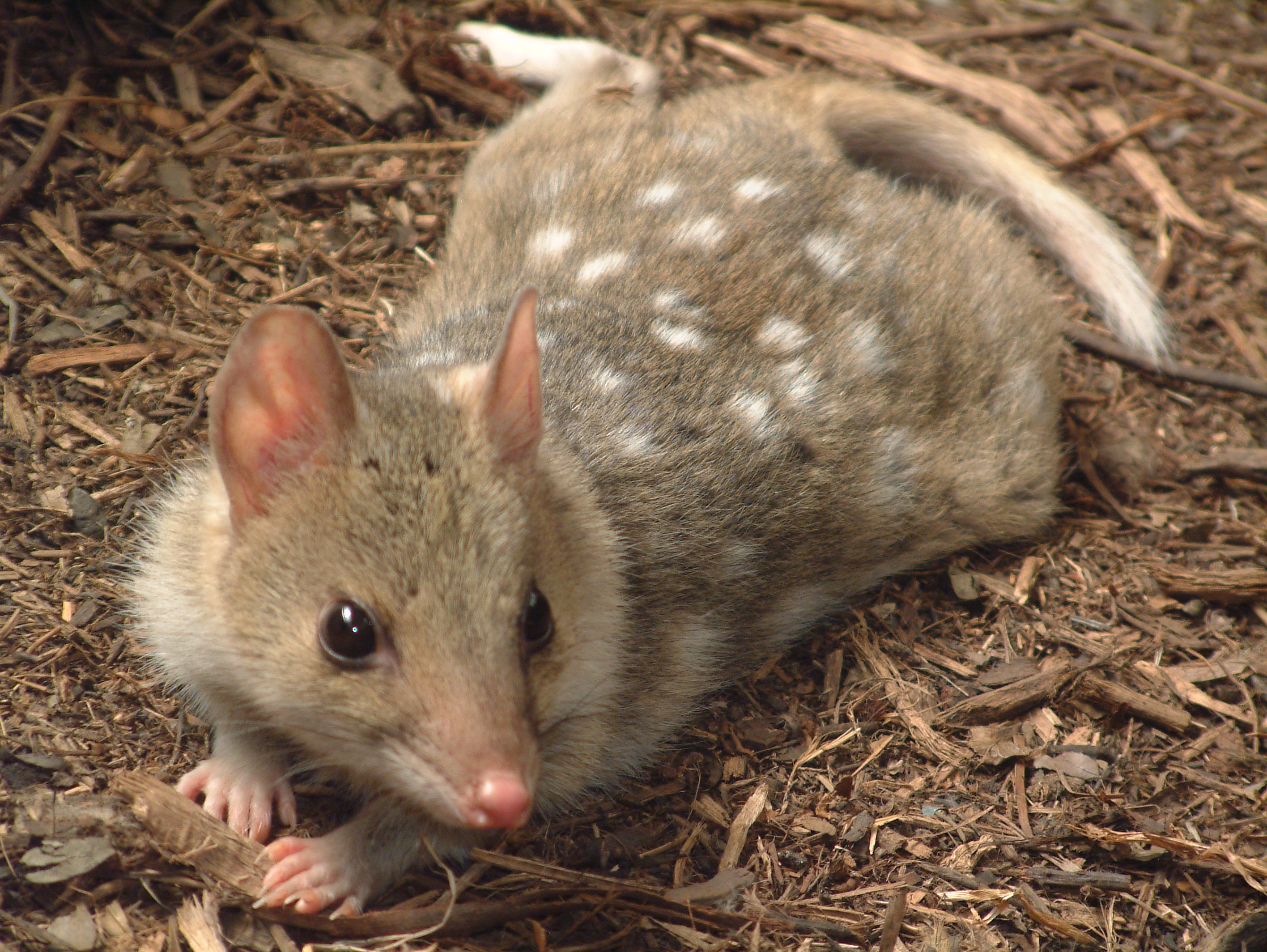
Foltos erszényesnyest (Dasyurus viverrinus)

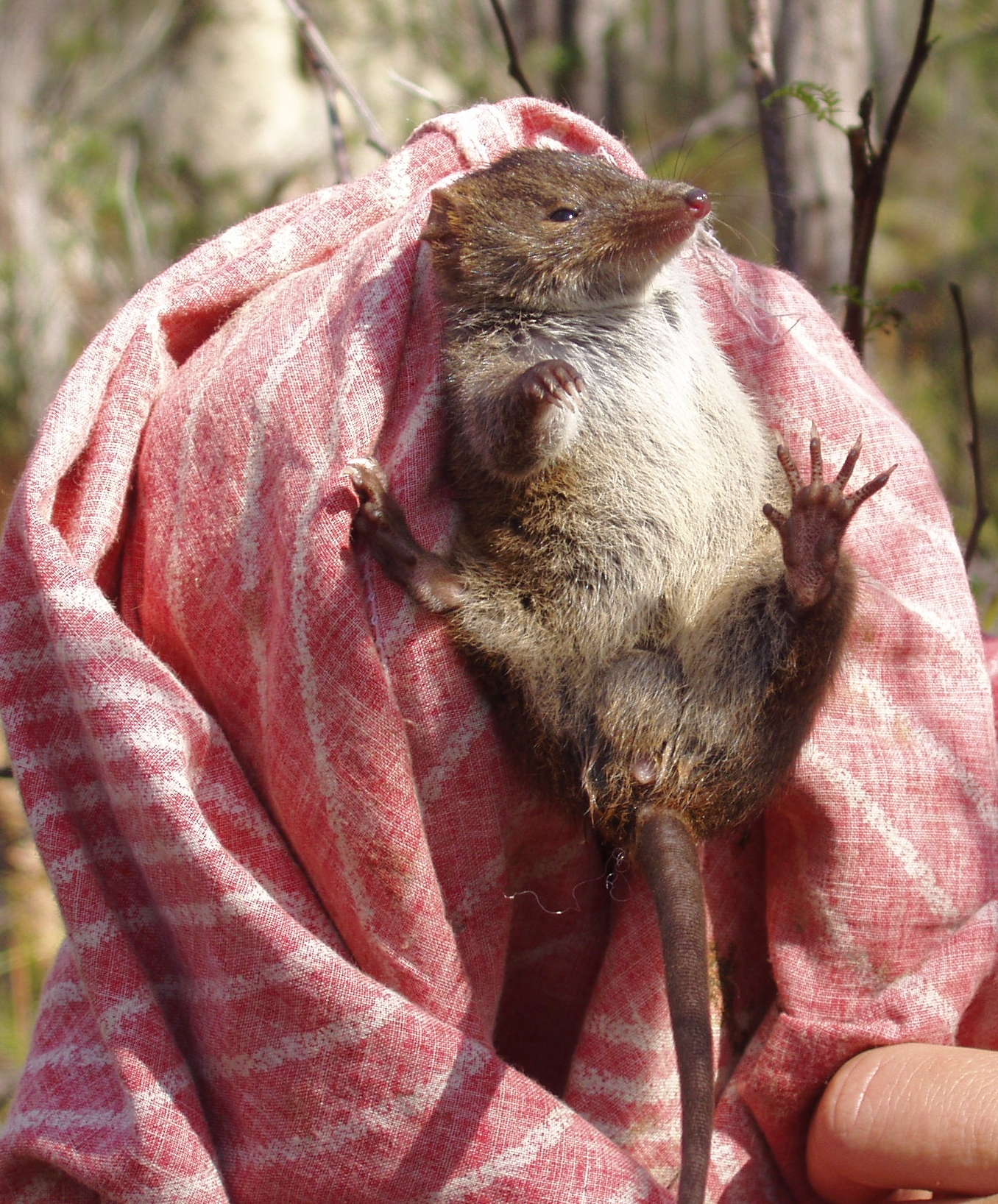
Antechinus swainsonii

Az erszényesnyestformák (Dasyurinae) az erszényesek közé tartozó erszényesnyestfélék családjának egy alcsaládja.

## Rendszerezés
Az alcsaládba két nemzetség tartozik. A két nemzetség nemei és fajai:
- Dasyurini nemzetség
  - Dasycercus – Peters, 1875 – 2 faj
    - ecsetfarkú mulgara (Dasycercus blythi)
    - mulgara vagy fésűsfarkú erszényesegér  (Dasycercus cristicauda)

  - Dasykaluta – Archer, 1982 – 1 faj
    - rozsdás erszényesegér (Dasykaluta rosamondae)

  - Dasyuroides – Spencer, 1896 – 1 faj
    - kovari (Dasyuroides byrnei)

  - Dasyurus – É. Geoffroy Saint-Hilaire, 1796 – 6 faj
    - új-guineai erszényesnyest ˙(Dasyurus albopunctatus)
    - Geoffroy-erszényesnyest (Dasyurus geoffroyi)
    - törpe erszényesnyest (Dasyurus hallucatus)
    - óriás erszényesnyest (Dasyurus maculatus)
    - bronzszínű erszényesnyest (Dasyurus spartacus)
    - foltos erszényesnyest (Dasyurus viverrinus)

  - Myoictis – Gray, 1858 – 4 faj
    - Myoictis leucura
    - csíkos erszényesegér (Myoictis melas)
    - Wallace-erszényesegér (Myoictis wallacii)
    - Myoictis wavicus

  - Neophascogale – Stein, 1933 – 1 faj
    - hosszúkarmú erszényesegér (Neophascogale lorentzi)

  - Parantechinus – Tate, 1947 – 1 faj
    - deres erszényesegér (Parantechinus apicalis)

  - Phascolosorex – Matschie, 1916 – 2 faj
    - vöröshasú erszényesegér (Phascolosorex doriae)
    - hátszíjas erszényesegér (Phascolosorex dorsalis)

  - Pseudantechinus – Tate, 1947 – 6 faj
    - Harney-erszényesegér (Pseudantechinus bilarni)
    - zsírosfarkú erszényesegér (Pseudantechinus macdonnellensis)
    - Pseudantechinus mimulus
    - Pseudantechinus ningbing
    - Pseudantechinus roryi
    - Woolley-erszényesegér (Pseudantechinus woolleyae)

  - Sarcophilus – F. Cuvier, 1837 – 1 faj
    - tasmán ördög vagy erszényes ördög (Sarcophilus harrisii)

- Phascogalini nemzetség
  - Antechinus – Macleay, 1841 – 10 faj
    - Antechinus adustus
    - Antechinus agilis
    - fakó erszényesmenyét (Antechinus bellus)
    - sárgalábú erszényesmenyét (Antechinus flavipes)
    - Godman-erszényesmenyét (Antechinus godmani)
    - fahéjbarna erszényesmenyét (Antechinus leo)
    - mocsári erszényesmenyét (Antechinus minimus)
    - Stuart-erszényesmenyét (Antechinus stuartii)
    - Antechinus subtropicus
    - Swainson-erszényesmenyét (Antechinus swainsonii)

  - Micromurexia – Van Dyck, 2002 – 1 faj
    - Micromurexia habbema

  - Murexechinus – Van Dyck, 2002 – 1 faj
    - Murexechinus melanurus

  - Murexia – Tate & Archbold, 1937 – 1 faj
    - bolyhos erszényesmenyét (Murexia longicaudata)

  - Paramurexia – Van Dyck, 2002 – 1 faj
    - Rothschild-erszényesmenyét (Paramurexia rothschildi)

  - Phascogale – Temminck, 1824 – 2 faj
    - vörösfarkú erszényesmenyét (Phascogale calura)
    - ecsetfarkú erszényesmenyét (Phascogale tapoatafa)

  - Phascomurexia – Van Dyck, 2002 – 1 faj
    - Phascomurexia naso